# Tito Vázquez
Modesto Tito Vázquez (parfois orthographié Vásquez), né le 1er janvier 1949 à Celanova (province d'Orense), est un ancien joueur de tennis argentin.
Il atteint les huitièmes de finale en simple à l'US Open 1970 et les quarts de finale en double à Roland-Garros 1974.

## Palmarès

### Titres en double (2)
| No | Date       | Nom et lieu du tournoi                         | Catégorie | Dotation | Surface      | Partenaire      | Finalistes                   | Score              |  |
| -- | ---------- | ---------------------------------------------- | --------- | -------- | ------------ | --------------- | ---------------------------- | ------------------ |  |
| 1  | 22-07-1974 | Tournoi de tennis des Pays-Bas Hilversum       |           | NC $     | Terre (ext.) | Guillermo Vilas | Lito Álvarez Julián Ganzábal | 6-2, 3-6, 6-1, 6-2 |  |
| 2  | 22-11-1976 | Tournoi de tennis de Buenos Aires Buenos Aires |           | 50 000 $ | Terre (ext.) | Carlos Kirmayr  | Ricardo Cano Belus Prajoux   | 6-4, 7-5           |  |

### Finales en double (2)
| No | Date       | Nom et lieu du tournoi                                       | Catégorie | Dotation | Surface      | Vainqueurs               | Partenaire            | Score         |  |
| -- | ---------- | ------------------------------------------------------------ | --------- | -------- | ------------ | ------------------------ | --------------------- | ------------- |  |
| 1  | 22-03-1973 | Mississippi International Indoor Tennis Championship Jackson |           | NC $     | Dur (int.)   | Zan Guerry Frew McMillan | Jaime Pinto-Bravo     | 6-2, 6-4      |  |
| 2  | 23-07-1973 | Head Cup Kitzbühel                                           |           | NC $     | Terre (ext.) | Jim McManus Raúl Ramírez | José Edison Mandarino | 6-2, 6-2, 6-3 |  |

## Parcours dans les tournois duGrand Chelem

### En simple
| Année | Open d'Australie | Open d'Australie | Internationaux de France | Internationaux de France | Wimbledon       | Wimbledon    | US Open         | US Open    |
| ----- | ---------------- | ---------------- | ------------------------ | ------------------------ | --------------- | ------------ | --------------- | ---------- |
| 1967  | —                | —                | —                        | —                        | —               | —            | 1er tour (1/64) | J. Saul    |
| 1970  | —                | —                | —                        | —                        | —               | —            | 1/8 de finale   | B. Fairlie |
| 1971  | —                | —                | —                        | —                        | —               | —            | 2e tour (1/32)  | R. Taylor  |
| 1972  | —                | —                | —                        | —                        | 1er tour (1/64) | J. Kukal     | —               | —          |
| 1973  | —                | —                | 2e tour (1/32)           | T. Gorman                | —               | —            | 1er tour (1/64) | B. Martin  |
| 1974  | —                | —                | 2e tour (1/32)           | B. Taróczy               | —               | —            | —               | —          |
| 1975  | —                | —                | 1er tour (1/64)          | S. Smith                 | 1er tour (1/64) | B. Andersson | —               | —          |

N.B. : à droite du résultat se trouve le nom de l'ultime adversaire.

### En double
| Année | Open d'Australie | Open d'Australie | Internationaux de France     | Internationaux de France | Wimbledon                    | Wimbledon             | US Open                    | US Open               |
| ----- | ---------------- | ---------------- | ---------------------------- | ------------------------ | ---------------------------- | --------------------- | -------------------------- | --------------------- |
| 1971  | —                | —                | —                            | —                        | —                            | —                     | 1er tour (1/32) L. Álvarez | J. Newcombe R. Taylor |
| 1973  | —                | —                | —                            | —                        | —                            | —                     | 1er tour (1/32) L. Álvarez | K. Hirai K. Tanabe    |
| 1974  | —                | —                | 1/4 de finale G. Vilas       | B. Borg A. Metreveli     | 1er tour (1/32) G. Vilas     | R. Maud R. Taylor     | —                          | —                     |
| 1975  | —                | —                | 1er tour (1/32) J. Mandarino | T. Kakulia A. Volkov     | 1er tour (1/32) J. Mandarino | M. Holeček K. Meiler  | —                          | —                     |
| 1977  | —                | —                | 1er tour (1/32) T. Koch      | É. Deblicker P. Proisy   | 1er tour (1/32) J. Mandarino | M. Edmondson J. Marks | —                          | —                     |
| 1978  | —                | —                | 1er tour (1/32) E. Caviglia  | J-L. Clerc B. Prajoux    | —                            | —                     | —                          | —                     |
| 1979  | —                | —                | 1er tour (1/32) A. Cortes    | B. Maze F. Taygan        | —                            | —                     | —                          | —                     |

N.B. : le nom du ou de la partenaire se trouve sous le résultat ; le nom des ultimes adversaires se trouve à droite.